# Prinerigone
Genre
Prinerigone est un genre d'araignées aranéomorphes de la famille des Linyphiidae.

## Distribution
Les espèces de ce genre se rencontrent en Europe, en Asie et en Afrique.

## Liste des espèces
Selon World Spider Catalog (version 16.5, 18/11/2015) :
- Prinerigone aethiopica (Tullgren, 1910)
- Prinerigone pigra (Blackwall, 1862)
- Prinerigone vagans (Audouin, 1826)

## Publication originale
- Millidge, 1988 : Genus Prinerigone, gen. nov. (Araneae: Linyphiidae). Bulletin of the British arachnological Society, vol. 7, no 7, p. 216.